# David Miřejovský
David Miřejovský (* 1981) je český novinář a reportér, v letech 2012 až 2016 zahraniční zpravodaj České televize na Slovensku, v letech 2016 až 2017 v Rusku a v letech 2018 až 2022 pak v USA.

## Život
Vystudoval žurnalistiku na Fakultě sociálních věd Univerzity Karlovy v Praze (promoval v roce 2002) a obor marketingová a sociální komunikace na Fakultě multimediálních komunikací Univerzity Tomáše Bati ve Zlíně (promoval v roce 2005).
Od roku 2002 pracuje v zahraniční redakci České televizi, působil také jako editor pořadu Horizont. Od 1. září 2012 se stal zahraničním zpravodajem České televize v Bratislavě, kde nahradil Olgu Bakovou. Na podzim 2016 se přemístil jako zahraniční zpravodaj České televize do Ruska, kde nahradil Miroslava Karase (jeho samotného pak na Slovensku vystřídal Lukáš Mathé). Od počátku roku 2018 se stal zahraničním zpravodajem ČT v USA, kde nahradil Martina Řezníčka (jeho samotného pak v Rusku vystřídal opět Miroslav Karas). Od srpna 2022 se vrátil zpět do ČR, na postu zahraničního zpravodaje České televize v USA jej vystřídal Bohumil Vostal.

## Kniha
Své zážitky z několikaletého pracovního pobytu v USA vydal v knižní podobě pod názvem Amerika na mušce. V knize se zaměřil zejména na epidemii násilí páchaného v zemi střelnými zbraněmi, hlavně případům masové střelby.